# Salim Nourallah
Salim Nourallah (né en 1967 à Alton, Illinois) est un chanteur américain de Folk rock issu d'une mère artiste et d'un père comptable, marié et père d'un fils, vivant au Texas. 

## Discographie
- 1999 : Nourallah brothers
- 2004 : Polaroid
- 2004 : A way to your heart
- 2005 : Beautiful noise
- 2007 : Snowing in my heart
- 2007 : Live at pleasantry lane
- 2008 : Ciphers from snowing
- 2009 : Constellation